# Tomáš Bureš (kulturysta)
Tomáš Bureš (ur. 11 lutego 1975) – czeski kulturysta pochodzący z Pragi, związany z federacją International Federadtion of BodyBuilding (IFBB). Kilkukrotny mistrz Czech, Europy i świata w kulturystyce zawodowej.
Pracuje jako formierz w praskiej odlewni żeliwa.

## Osiągnięcia
- 2001:
  - Promil Cup − I m-ce
- 2003:
  - Czech Republic Bodybuilding Championships − I m-ce
  - European Amateur Championships − federacja IFBB, kategoria ciężka − IV m-ce
- 2004:
  - Grand Prix Canada − I m-ce
  - Grand Prix Belgium − III m-ce
  - Grand Prix Slovakia − II mce
- 2006:
  - European Championships − fed. NABBA, kat. wysokich zawodników − I m-ce
  - Mr. Universe − fed. NABBA, kat. wysokich zawodników − I m-ce
  - Mr. Universe − fed. NABBA − całkowity zwycięzca
  - Universe − Pro − fed. NABBA − II m-ce
- 2007:
  - Mr. Universe − fed. NABBA, kat. wysokich zawodników − I m-ce
- 2008:
  - World Championships − fed. NABBA, kat. wysokich zawodników − I m-ce
  - World Championships − fed. NABBA − całkowity zwycięzca
- 2009:
  - European Championships − fed. WABBA, kat. średnia − I m-ce
  - Czech Arnold Bai Cup − I m-ce
- 2011:
  - Amateur Olympia − fed. IFBB, kat. superciężka − I m-ce
  - Arnold Amateur − fed. IFBB, kat. ciężka − II m-ce
  - Grand Prix England − fed. IFBB − X m-ce